# Bifus
Bifus (auch Bisi oder Bisus) war Bischof von East Anglia. Er wurde um 669 zum Bischof geweiht und trat sein Amt im selben Zeitraum an. Er trat 673 zurück. Auf der Synode von Hertford 672 wurde die Bistümer teilweise umgestaltet. Dabei wurde das Bistum East Anglia in die Bistümer Elmham und Dunwich aufgeteilt.